# Nicolas Beaudin
Nicolas Beaudin (* 7. října 1999, Châteauguay, Québec) je kanadský hokejový obránce hrající za tým HC Kometa Brno v Tipsport extralize.

## Statistiky

### Klubové statistiky
| Sezóna      | Klub                     | Soutěž      |    | Základní část | Základní část | Základní část | Základní část | Základní část |   | Play off | Play off | Play off | Play off | Play off |
| Sezóna      | Klub                     | Soutěž      | Z  | G             | A             | B             | TM            | Z             | G | A        | B        | TM       |          |          |
| 2015/16     | Drummondville Voltigeurs | QMJHL       | 26 | 0             | 1             | 1             | 4             | 3             | 1 | 0        | 1        | 2        |          |          |
| 2016/17     | Drummondville Voltigeurs | QMJHL       | 64 | 5             | 36            | 41            | 26            | 4             | 0 | 0        | 0        | 2        |          |          |
| 2017/18     | Drummondville Voltigeurs | QMJHL       | 68 | 12            | 57            | 69            | 47            | 10            | 3 | 8        | 11       | 2        |          |          |
| 2018/19     | Drummondville Voltigeurs | QMJHL       | 53 | 7             | 49            | 56            | 48            | 16            | 2 | 6        | 8        | 20       |          |          |
| 2019/20     | Rockford IceHogs         | AHL         | 59 | 3             | 12            | 15            | 33            | —             | — | —        | —        | —        |          |          |
| 2019/20     | Chicago Blackhawks       | NHL         | 1  | 0             | 0             | 0             | 0             | —             | — | —        | —        | —        |          |          |
| 2020/21     | Chicago Blackhawks       | NHL         | 19 | 2             | 4             | 6             | 2             | —             | — | —        | —        | —        |          |          |
| 2020/21     | Rockford IceHogs         | AHL         | 9  | 2             | 8             | 10            | 4             | —             | — | —        | —        | —        |          |          |
| 2021/22     | Rockford IceHogs         | AHL         | 66 | 2             | 14            | 16            | 68            | 1             | 0 | 0        | 0        | 0        |          |          |
| 2021/22     | Chicago Blackhawks       | NHL         | 2  | 0             | 0             | 0             | 0             | —             | — | —        | —        | —        |          |          |
| 2022/23     | Rockford IceHogs         | AHL         | 3  | 0             | 1             | 1             | 2             | —             | — | —        | —        | —        |          |          |
| 2022/23     | Laval Rocket             | AHL         | 39 | 2             | 23            | 25            | 41            | —             | — | —        | —        | —        |          |          |
| 2023/24     | Laval Rocket             | AHL         | 16 | 0             | 6             | 6             | 6             | —             | — | —        | —        | —        |          |          |
| 2023/24     | HC Sparta Praha          | ČHL         | 9  | 0             | 3             | 3             | 4             | 3             | 0 | 0        | 0        | 2        |          |          |
| 2024/25     | HC Kometa Brno           | ČHL         | 52 | 2             | 7             | 9             | 37            | 20            | 0 | 4        | 4        | 8        |          |          |
| NHL celkově | NHL celkově              | NHL celkově | 21 | 2             | 4             | 6             | 2             | —             | — | —        | —        | —        |          |          |
| ČHL celkově | ČHL celkově              | ČHL celkově | 61 | 2             | 10            | 12            | 41            | 23            | 0 | 4        | 4        | 10       |          |          |

### Reprezentace
| Rok                       | Tým                       | Soutěž                    | Z  | G | A | B | TM |
| ------------------------- | ------------------------- | ------------------------- | -- | - | - | - | -- |
| 2021                      | Kanada                    | MS                        | 10 | 0 | 1 | 1 | 1  |
| Seniroská kariéra celkově | Seniroská kariéra celkově | Seniroská kariéra celkově | 10 | 0 | 1 | 1 | 0  |